# Jamestown (Kansas)
Jamestown – miasto położone w Hrabstwo Cloud.